# O Mal-Amado
Pour plus de détails, voir Fiche technique et Distribution.
O Mal-Amado est un film portugais coécrit, monté et réalisé en 1972 par Fernando Matos Silva, bloqué par la censure salazarienne et sorti en mai 1974, peu après la révolution des Œillets. Il s'inscrit dans le Novo Cinema.

## Fiche technique
- Réalisation : Fernando Matos Silva
- Scénario : Alvaro Guerra, João Matos Silva, Fernando Matos Silva
- Producteur et directeur de production : João Matos Silva
- Production :  Centro Português de Cinema (CPC)
- Directeur de la photographie : Manuel Costa e Silva
- Musique : Luís de Freitas Branco
- Décors : Mario Alberto
- Montage : Fernando Matos Silva
- Son direct : João Diogo, José de Varvalho, Luís Filipe
- Caractéristiques techniques : 35 mm (positif & négatif) ; noir et blanc ; son monographique
- Sortie à Lisbonne : 3 mai 1974 (Cinéma Satélite)

## Fiche artistique
- João Mota : João Soares, un jeune homme qui rejette les valeurs bourgeoises de ses parents
- Maria do Céu Guerra : Inès, la chef de bureau de João, qui fait de lui son amant
- Zita Duarte : Leonor, une collègue fonctionnaire de João dont il s'éprend
- Fernando Gusmão : M. Soares, le père de João, un fonctionnaire conservateur
- Helena Felix : Mariana Soares, la mère de João
- Maria do Rosário Bettencourt : la chanteuse de fado